# Brotas (Mora)
Brotas é uma povoação portuguesa sede da Freguesia de Brotas do Município de Mora, freguesia com 83,15 km² de área e 340 habitantes (censo de 2021), tendo, por isso, uma densidade populacional de 4,1 hab./km².

## História
Esta freguesia constituiu até 1834 o concelho de Águias, que recebeu foral em 1520. A sede deste concelho foi inicialmente a povoação de Águias, tendo passado no final do século XVIII para a atual povoação de Brotas. Tinha, em 1801, 529 habitantes.
Em data anterior a 1424 foi erguida neste local uma ermida dedicada a Nossa Senhora (que, segundo a lenda, aí teria aparecido a um pastor e realizado um milagre), culto que se acentuou nas centúrias seguintes, determinando a ampliação do templo original e a criação de um núcleo urbano adjacente, dando origem ao Santuário de Nossa Senhora das Brotas. O declínio da vila das Águias ocorreu progressivamente, à medida que o lugar de Brotas se ia tornando uma povoação mais importante, levando a que, em 1535, o Cardeal-infante D. Afonso, Bispo de Évora, lhe concedesse independência eclesiástica, transferindo a sede paroquial de Águias para Brotas.
Em frente ao templo estende-se a Rua da Igreja, cujas edificações de dois pisos foram erguidas como hospedaria para as várias confrarias de fiéis. Muitas dessas casas ainda hoje apresentam as lápides das confrarias respetivas (como a de Setúbal, Mora, Lavre, Cabeção ou Cabrela). Esta é a parte da aldeia a que o povo chama de “Aldeia Velha”. A partir da primeira Guerra Mundial, os proprietários de uma herdade fronteira à “Aldeia Velha”, formaram uma outra aldeia a que os moradores chamaram de “Aldeia Nova”.
O Concelho das Águias ou Brotas foi extinto em 1834 e anexado ao de Mora. Quando o de Mora foi extinto em 1855, Brotas passou para o de Montemor-o-Novo, onde se manteve até 1861, ano em que o Concelho de Mora foi restaurado.

### Património
Brotas integra conjuntos arquitetónicos de elevado valor patrimonial: 
- Torre das Águias (classificado como Monumento Nacional, 1910).
- Igreja de Nossa Senhora de Brotas (Classificado Imóvel de Interesse Público, 1956) e conjunto de edificações circundantes, denominado Santuário de Nossa Senhora das Brotas.

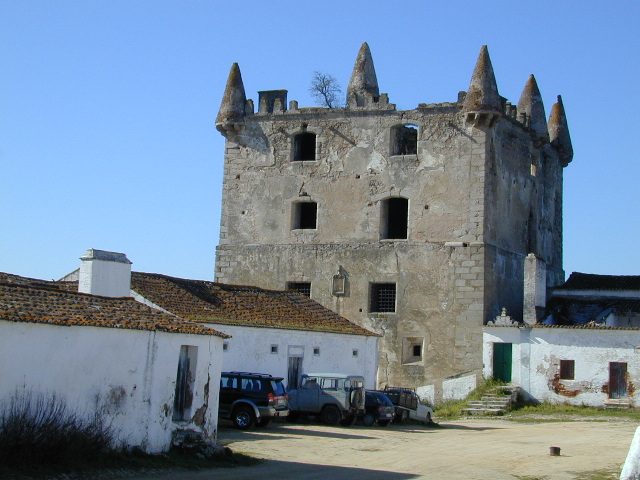
Torre das Águias
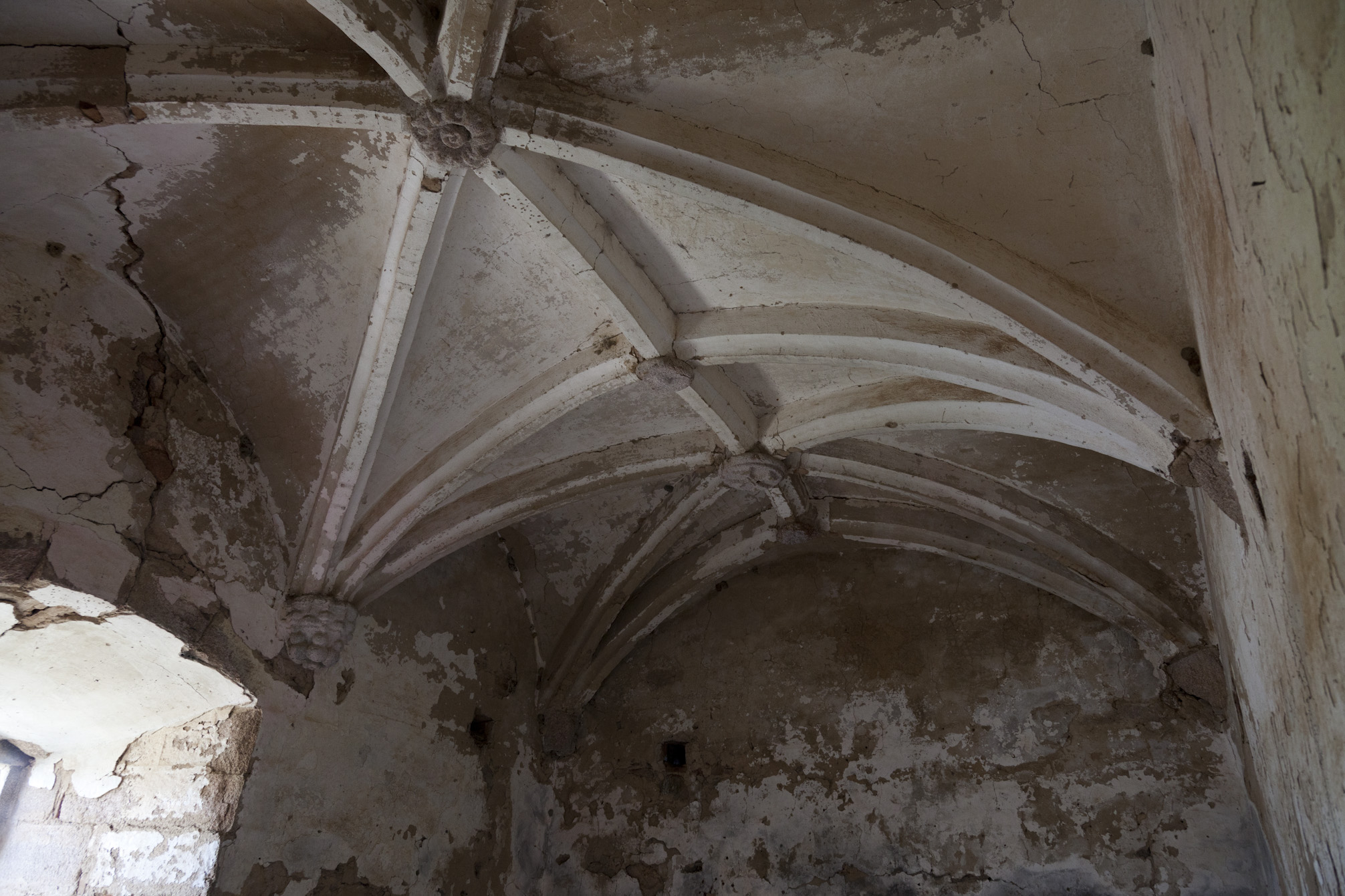
Torre das Águias
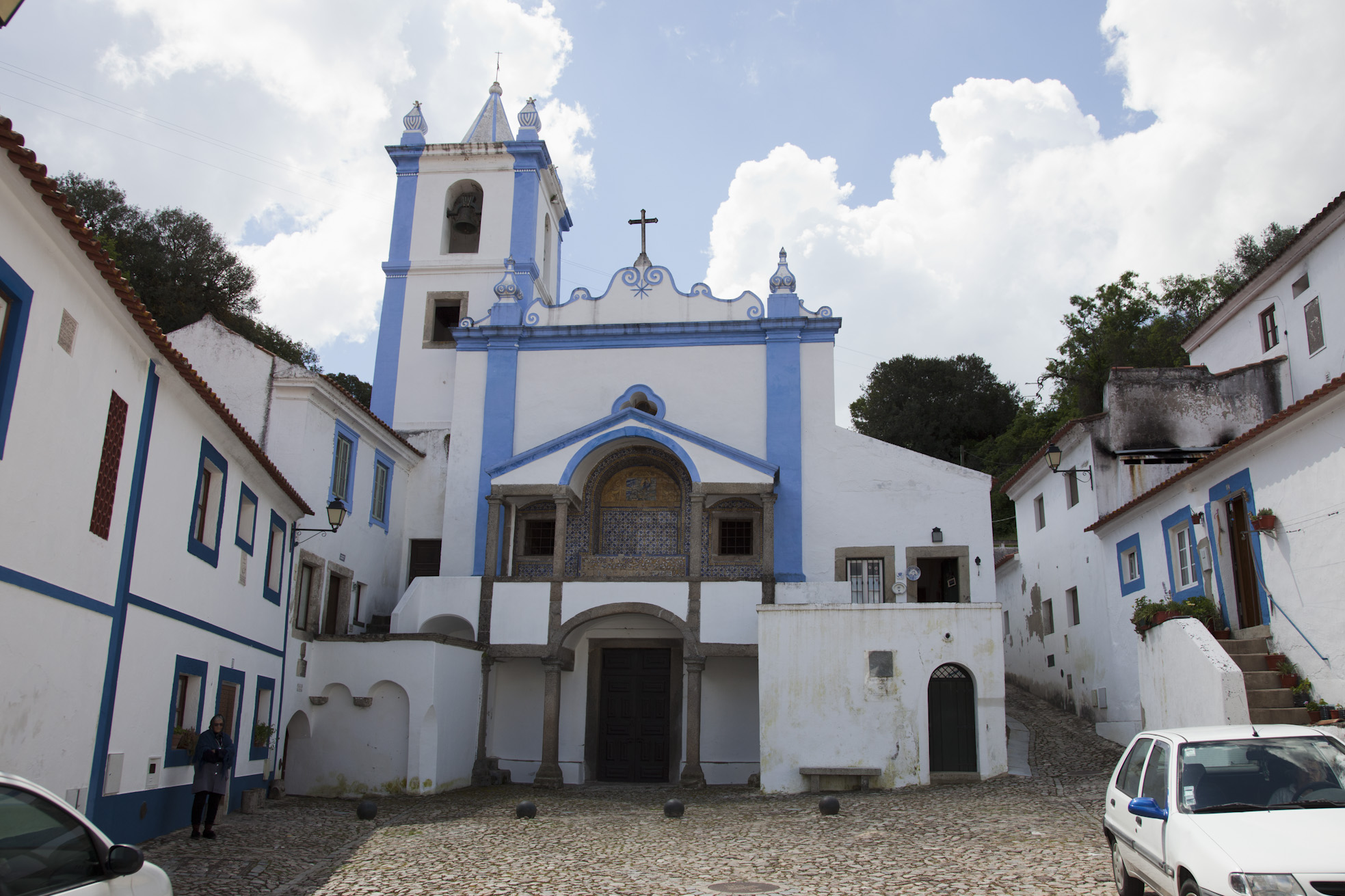
Santuário de Nossa Senhora das Brotas
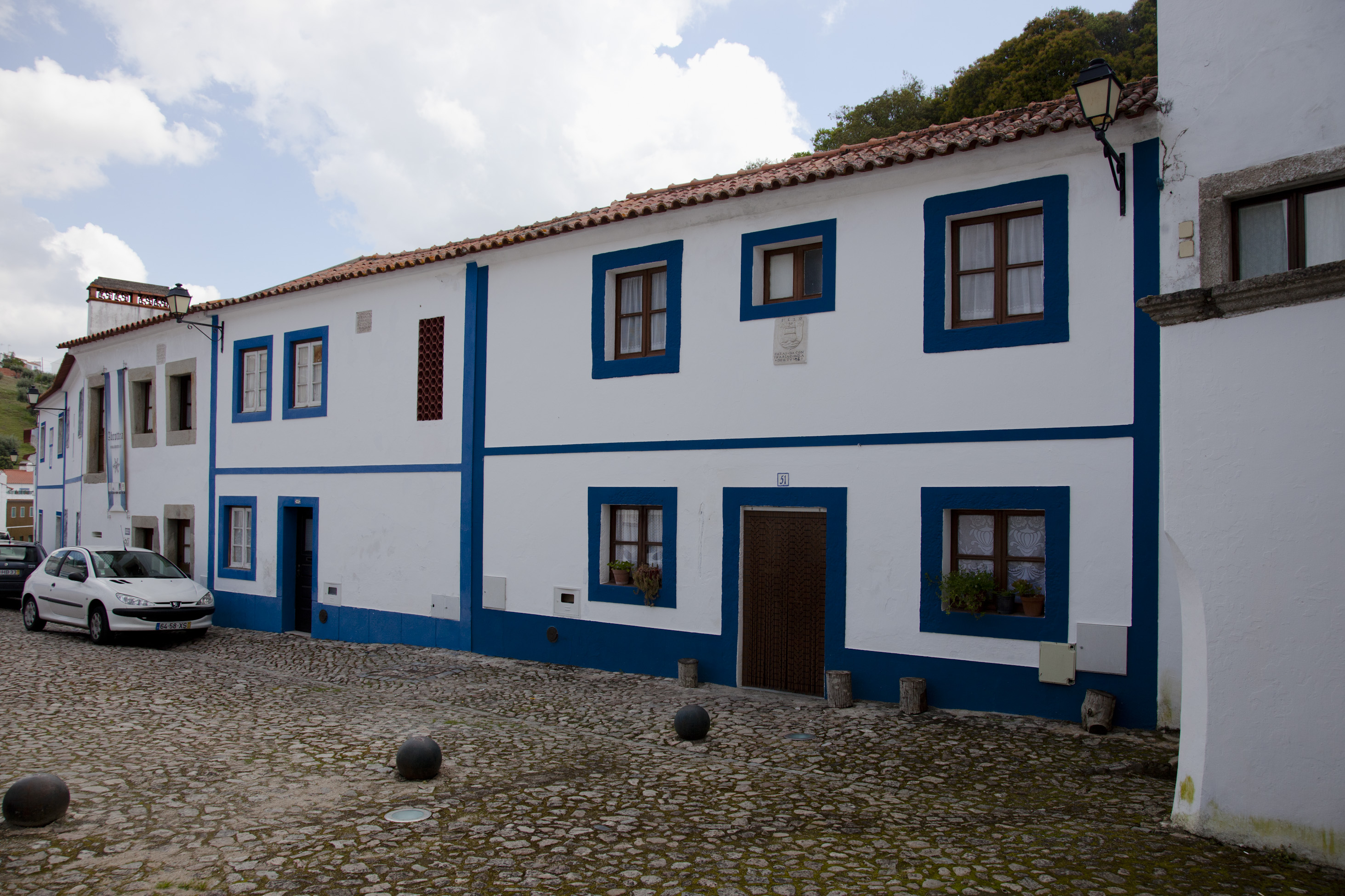
Santuário de Nossa Senhora das Brotas
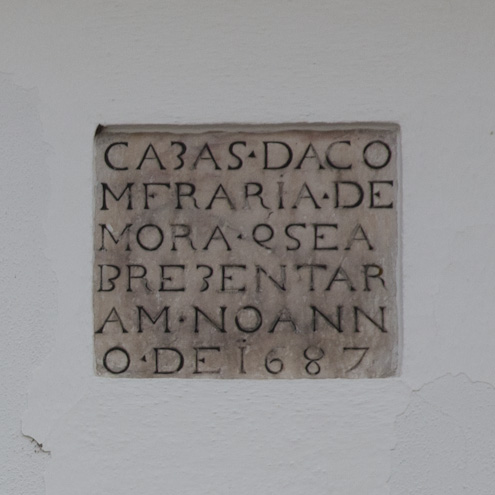
Lápide da Confraria de Mora, 1687, Santuário de Nossa Senhora de Brotas

## Demografia
Nota: Nos censos de 1864 a 1930 denominava-se Águias ou Brotas. Pelo decreto-lei nº 27 424, de 31/12/1936, passou a ter a atual designação.
A população registada nos censos foi:
| Distribuição da População por Grupos Etários | Distribuição da População por Grupos Etários | Distribuição da População por Grupos Etários | Distribuição da População por Grupos Etários | Distribuição da População por Grupos Etários |
| -------------------------------------------- | -------------------------------------------- | -------------------------------------------- | -------------------------------------------- | -------------------------------------------- |
| Ano                                          | 0-14 Anos                                    | 15-24 Anos                                   | 25-64 Anos                                   | > 65 Anos                                    |
| 2001                                         | 40                                           | 58                                           | 228                                          | 217                                          |
| 2011                                         | 34                                           | 20                                           | 189                                          | 208                                          |
| 2021                                         | 25                                           | 22                                           | 134                                          | 159                                          |